# Lubik Hédy
Lubik Hédy, eredeti neve: Lubik Hedvig (Budapest, 1934. június 20. – Budapest, II. kerület, 2022. május 23.) hárfás, hárfa- és kamarazene-tanár.

## Életpályája
Kezdetben zongorázni tanult, a hárfát tizenkét éves (1946) korában, a Liszt Ferenc Zeneművészeti Főiskolába való jelentkezésekor ajánlották neki. A főiskolát 1946–1956 között művész szakon végezte el Rékai Miklós növendékeként. Bár Mosshammer Ottót, a főiskola korábbi tanárát ismerte, nem tanította őt. 
1952–1987 között a Magyar Állami Operaház és a Budapesti Filharmóniai Társaság hárfása volt. 1959-ben tanári kinevezést kapott a Zeneakadémián, a hárfa és a kamarazene tantárgyakat oktatta. 1968-tól annak megszűnéséig a Budapesti Kamaraegyüttes tagjaként és szólistájaként is szerepelt. 1984–1996 között főiskolai, illetve egyetemi tanári beosztása volt. 1996-ban nyugdíjba vonult.
A Kamaraegyüttessel, a Magyar Rádió Szimfonikus Zenekarával és a Magyar Állami Hangversenyzenekarral Európa valamennyi országában, továbbá Japánban, Mexikóban és az Egyesült Államokban hangversenyezett. Pályáján együttműködött Ferencsik János, Solti György és Mihály András karmesterekkel, valamint Devescovi Erzsébet és Dalló Gyula hárfásokkal. Az elmúlt évtizedekben tanítványa volt többek között Vigh Andrea, Peták Ágnes, Sipkay Deborah és Bábel Klára.

## Családja
Neves zenészcsaládba született: édesapja, Lubik Imre trombitaművész, unokabátyja, Lubik Zoltán kürtművész volt. Édesapja emlékét az Országos Lubik Imre Trombitaverseny őrzi.

## Fontosabb felvételei
- 1976	Csendes éj, Hungaroton, SLPX 16598
- 1978	Liszt Ferenc: Kamaraművek, Hungaroton HCD 11798
- 1994	Csendes éj, Hungaroton, HCD 16598
- 1995	Esküvői zene, Hungaroton, HCD 31472
- 2001	Liszt Ferenc: Kantáták és himnuszok, Hungaroton, HCD 31960
- 2001	Lotti Antonio: Kyrie; Gloria; Missia del sesto tuono, Hungaroton,	HCD 32042
- 2001	Psy: A cimbalom varázsa, Hungaroton, HCD 32015

## Díjai
- Liszt Ferenc-díj (1974)
- Érdemes művész (1987)
- A Magyar Köztársasági Érdemrend tisztikeresztje (1995)